# Prochladnyj
Prochladnyj in russo Прохладный? è una città della Russia che si trova nella Repubblica Autonoma della Cabardino-Balcaria in Caucaso. Fondata nel 1765, ha ricevuto lo status di città nel 1937, è capoluogo del rajon Prochladnenskij e nel 2010 ospitava una popolazione di circa 60.000 abitanti, in prevalenza russi.